# Пикирование

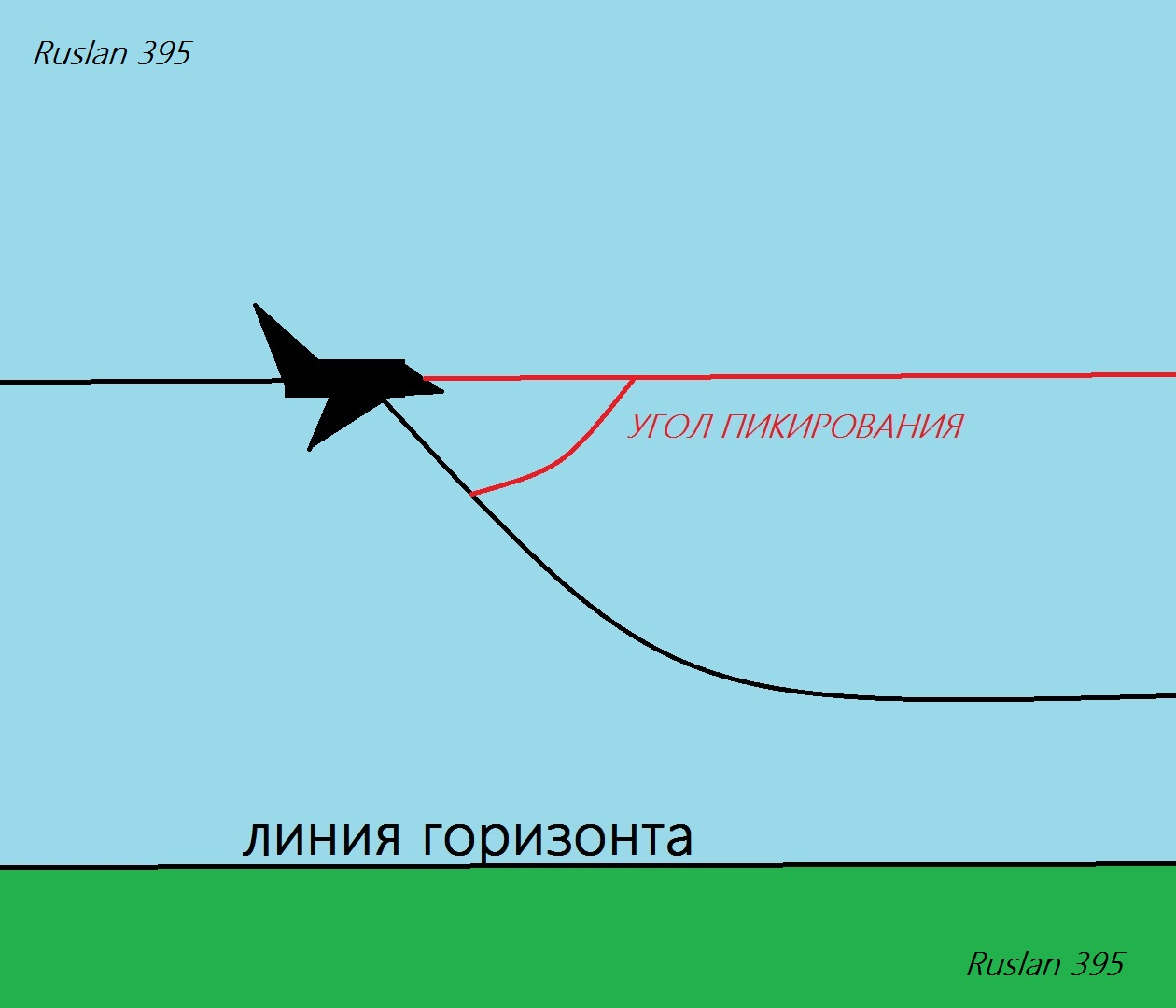
Пикирование. Красным цветом указана градусная разница между горизонтальным полётом и траекторией пикирования

Пикирование (от фр. piquer — букв. колоть) — фигура простого пилотажа, заключающаяся в крутом прямолинейном (или близком к прямолинейному) неустановившемся снижении летательного аппарата (ЛА) с углами наклона траектории больше 30° и изменяющейся скоростью при малых углах атаки крыла (движение ЛА по наклонной к горизонту траектории от 30° до 90°). 
Пикирование с углом наклона, равным 90°, называется отвесным. Пикирование является отрицательным танга́жем (с уменьшением угла носа самолёта), то есть противоположностью кабрирования — положительного тангажа (с увеличением угла подъёма носа).

## Применение
Пикирование применяется для быстрого разгона летательного аппарата за счёт потери им высоты и приобретения скорости, превышающей максимальную скорость горизонтального полёта, а также как элемент фигурного полёта и маневрирования (чаще — оборонительного маневрирования) в воздушном бою, а также при стрельбе и бомбометании по наземным целям, поскольку малая высота значительно снижает эффективность средств противовоздушной обороны (ПВО).

## Ввод и вывод из пикирования
Ввод летательного аппарата в пикирование производится с помощью руля высоты. Ввод в пикирование может производиться из горизонтального полёта, с разворотом при крене летательного аппарата вида самолёт до 90° и из переворота. Вывод из пикирования начинается на определенной высоте, гарантирующей безопасность полёта, и скорости, меньшей, чем предельная скорость пикирования. Минимальный радиус кривизны траектории вывода из пикирования, как правило, ограничивается перегрузкой, переносимой лётчиком, или пределом прочности конструкции.